# Mrs. Parkington
Mrs. Parkington (Brasil: Mrs. Parkington, A  Mulher Inspiração ) é um filme norte-americano de 1944, do gênero drama, dirigido por Tay Garnett  e estrelado por Greer Garson e Walter Pidgeon.